# Castets et Castillon
Castets et Castillon község Franciaország Új-Aquitania régiójában, Gironde megyében. Új községként 2017. január 1-jén jött létre Castets-en-Dorthe és Castillon-de-Castets korábbi község egyesítésével. 
Az egyesüléskor az új község lélekszáma 1546 fő lett. Lakosainak száma 1539 fő (2022. január 1.).

## Népesség
| Lakosok száma | 1468 | 1452 | 1458 | 1454 | 1487 | 1513 | 1539 |
|               | 2015 | 2017 | 2018 | 2019 | 2020 | 2021 | 2022 |